# Fondjomekwet
Fondjomekwet est une localité du Cameroun située dans le département du Haut-Nkam et la Région de l'Ouest. C'est une chefferie bamiléké qui fait partie de l'arrondissement de Bandja.

## Population
Lors du recensement de 2005, on a dénombré 3 489 personnes pour Fondjomekwet proprement dit et 5 236 pour l'ensemble du groupement Fondjomekwet.

## Culture, traditions et Chef traditionnel

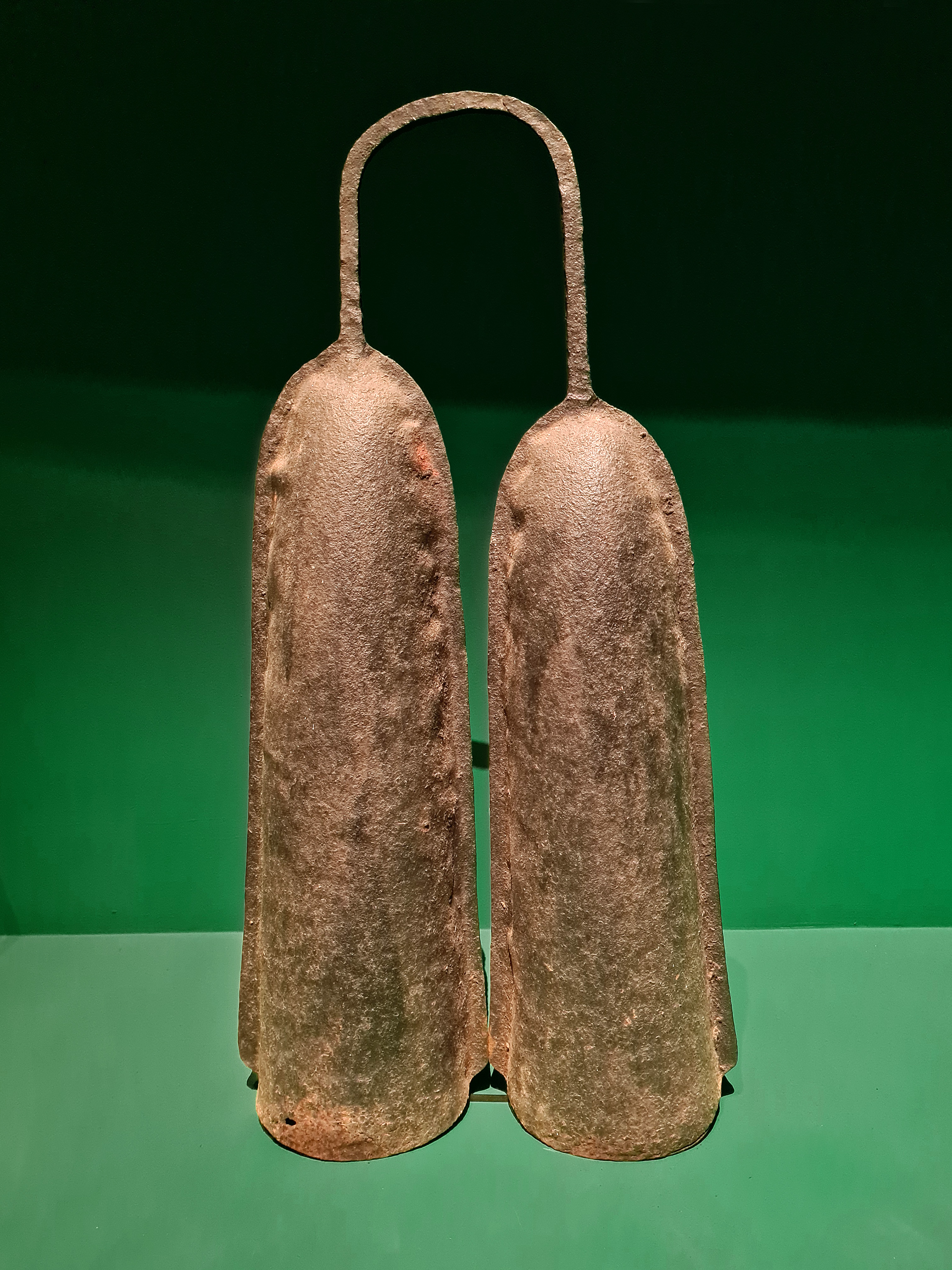
Cloche à double gong kwi'fo.
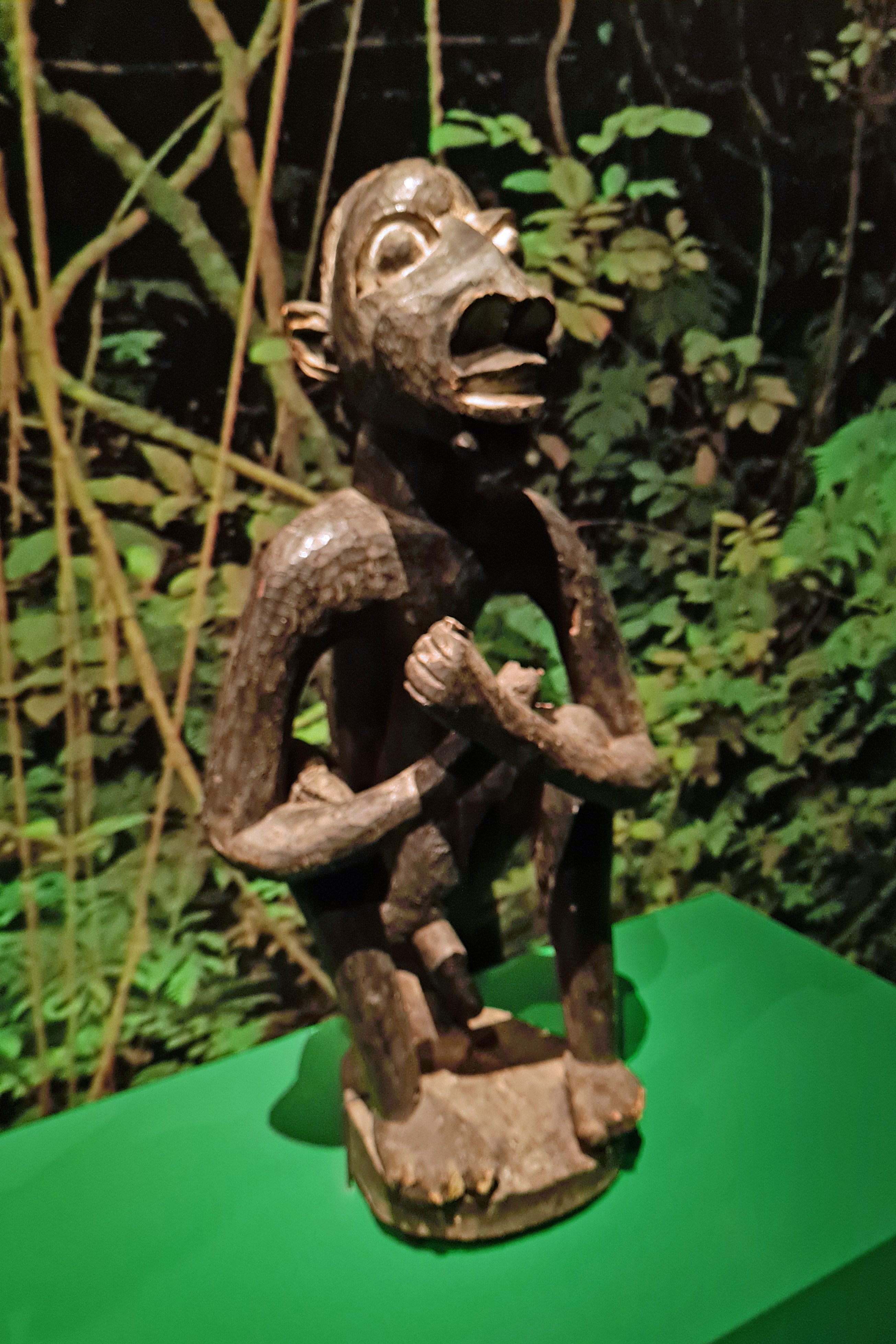
Statue d'homme-singe.
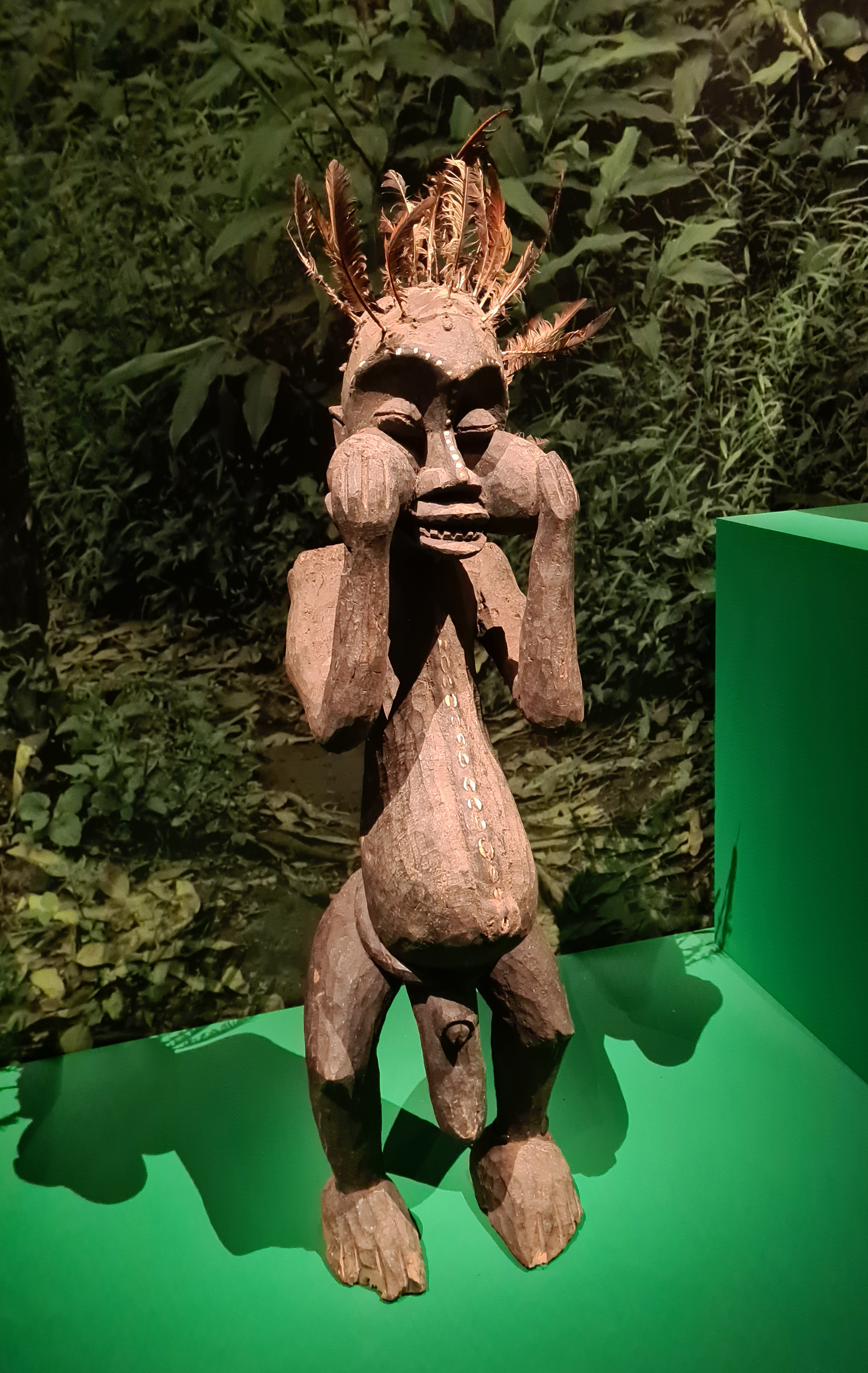
Statue fétiche tétue.  Le Chef traditionnel est S. M. Djombissie Kamga Yves